# بوب مور (موسيقي)
بوب مور (بالإنجليزية: Bob Moore)‏ هو قائد فرقة ‏ وكاتب سيناريو وموسيقي أمريكي، ولد في 30 نوفمبر 1932 في ناشفيل في الولايات المتحدة.

## وصلات خارجية
- بوب مور على موقع ميوزك برينز (الإنجليزية)
- بوب مور على موقع أول موفي (الإنجليزية)
- بوب مور على موقع ديسكوغز (الإنجليزية)
- بوب مور على موقع ديسكوغز (الإنجليزية)